# Concert of the Day
Concert of the Day var den første større samling af danske punkbands til en enkelt koncert. Koncerten præsenterede Sods, No Knox, Elektrochok, Brats og Local Operator og blev afholdt i "Kostalden" i Brumleby i København den 15. september 1978. Koncerten var den første i rækken af større punkarrangementer, og en forløber for senere og større københavnske punkfestivaler som Concert of the Moment (1979), Concerto de Nobrainos insanos (1980) og Nosferatu Festival (1982).
Entreen var 15 kr. og målet med den selvarrangerede koncert var, at skaffe midler til et øvelokale til de medvirkende punkbands.
"Concert of the Day" arrangementet blev anmeldt i radioprogrammet "Rocknyt" på DR radio. Koncerten blev lydoptaget af DR.